# Norbert Jokl
Norbert Jokl, född 25 februari 1877 i Bzenec, Tjeckien, död maj 1942, var en österrikisk albanolog ansedd som albanologins fader.
Fadern var en judisk handlare. Jokl inträdde vid universitet i Wien för att studera juridik. Han övergav så småningom det juridiska yrket för att ägna sig åt lingvistik. Han studerade de indoeuropeiska språken, däribland slaviska och romanska språk. Vid 30-årsåldern blev han mycket upptagen med albanska studier. Albanskan studerades föga vid denna tid. Han skrev ett flertal albanologiska verk och blev erkänd inom sitt fält. Då albanologen Franz Nopcsa sköt sig själv fick Jokl hans albanologiska arbeten. Under nazitiden stöttes han bort från vetenskapliga möten och förbjöds tillträde till bibliotek på grund av sitt judiska ursprung. Även hans albanologiska böcker bannlystes. Jokl försökte finna ett avlönat arbete men misslyckades. Även hans försök att utvandra till Albanien hindrades av axelmakterna. Så småningom arresterades han av Gestapo och dog i ett förintelseläger.